# 布格洛塞圣母小堂
布格洛塞圣母小堂（Chapelle Notre-Dame de Buglose）俗称奇迹小堂（Chapelle des Miracles）是一座罗马天主教小堂，位于法国新阿基坦大区朗德省村庄圣樊尚-德保罗。

## 历史
布格洛塞圣母小堂位于布格洛塞圣母圣殿附近，一条林荫道的尽头。它与一尊圣母玛利亚雕像有关，高度一米多，重400公斤 · ，在宗教战争期间被隐藏于此以避免麻烦。
1570年，胡安娜三世派蒙戈梅里的加布里埃尔一世带领军队占领该地区，洗劫这个被更正教称为“最疯狂的迷信的所在地”的教堂。圣母雕像被藏在附近的沼泽地里，从而勉强逃脱了被毁的命运。在被遗忘五十年之后，直到1620年的一天，一个养牛人偶然在泥泞中重新发现了它，发现两头牛停下来舔一块石头，原来是圣母的雕像，被泥泞覆盖。这个被牛重新发现圣母雕像的故事与其他朝圣地的故事相似，例如萨朗斯、贝塔朗和博南孔特尔。
雕像立即被取出来，运到普伊本堂，即圣樊尚-德保罗村的旧名，但牛车停了下来，拒绝前行。于是在此建立简易祭台。1960年改建现代建筑，以纪念圣母加冕一百周年。
不远处是一处泉水，也是一处朝圣的地点，据称有治疗的功效，吸引了病人和残疾人，被称为“小露德”。

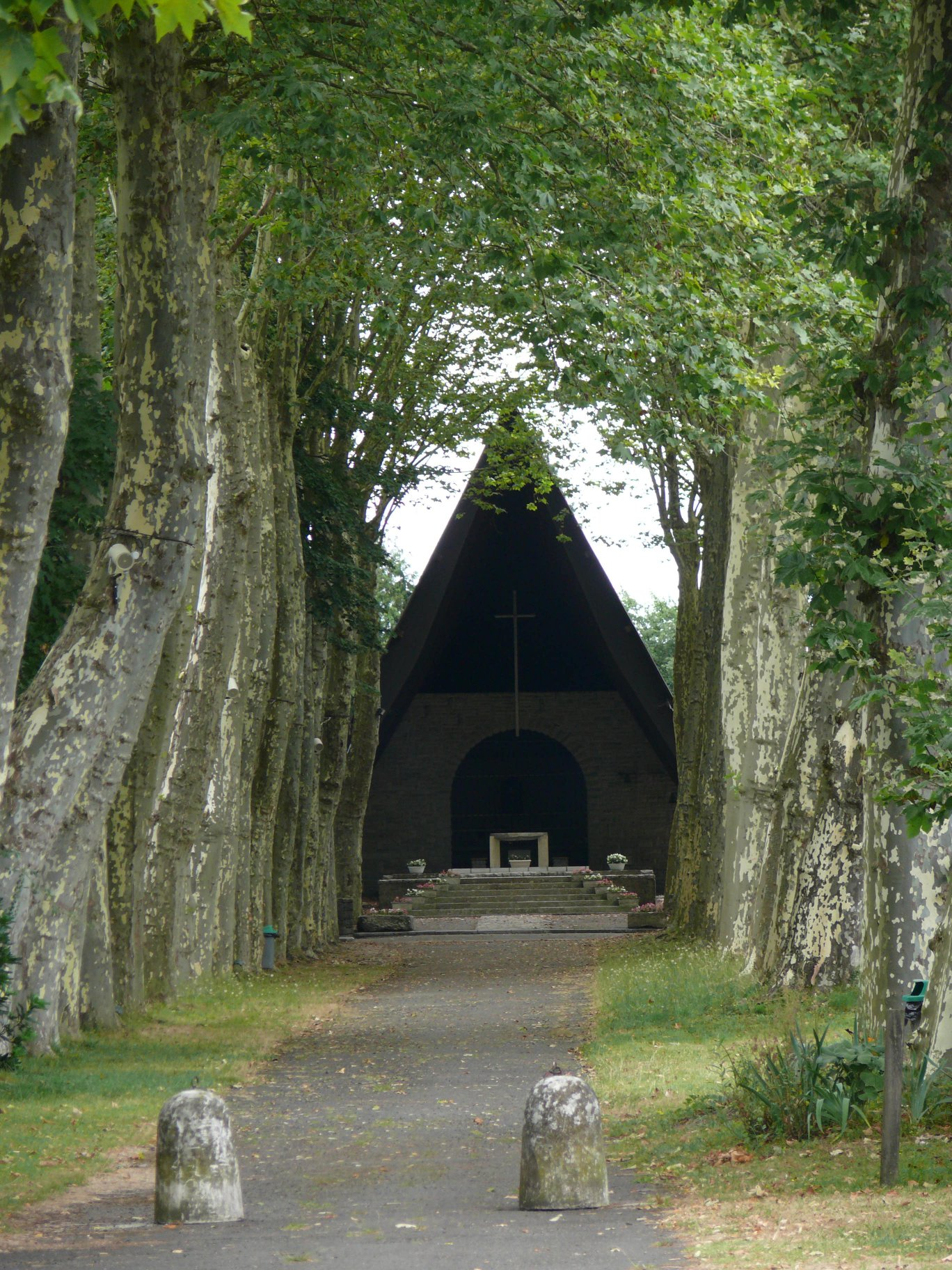
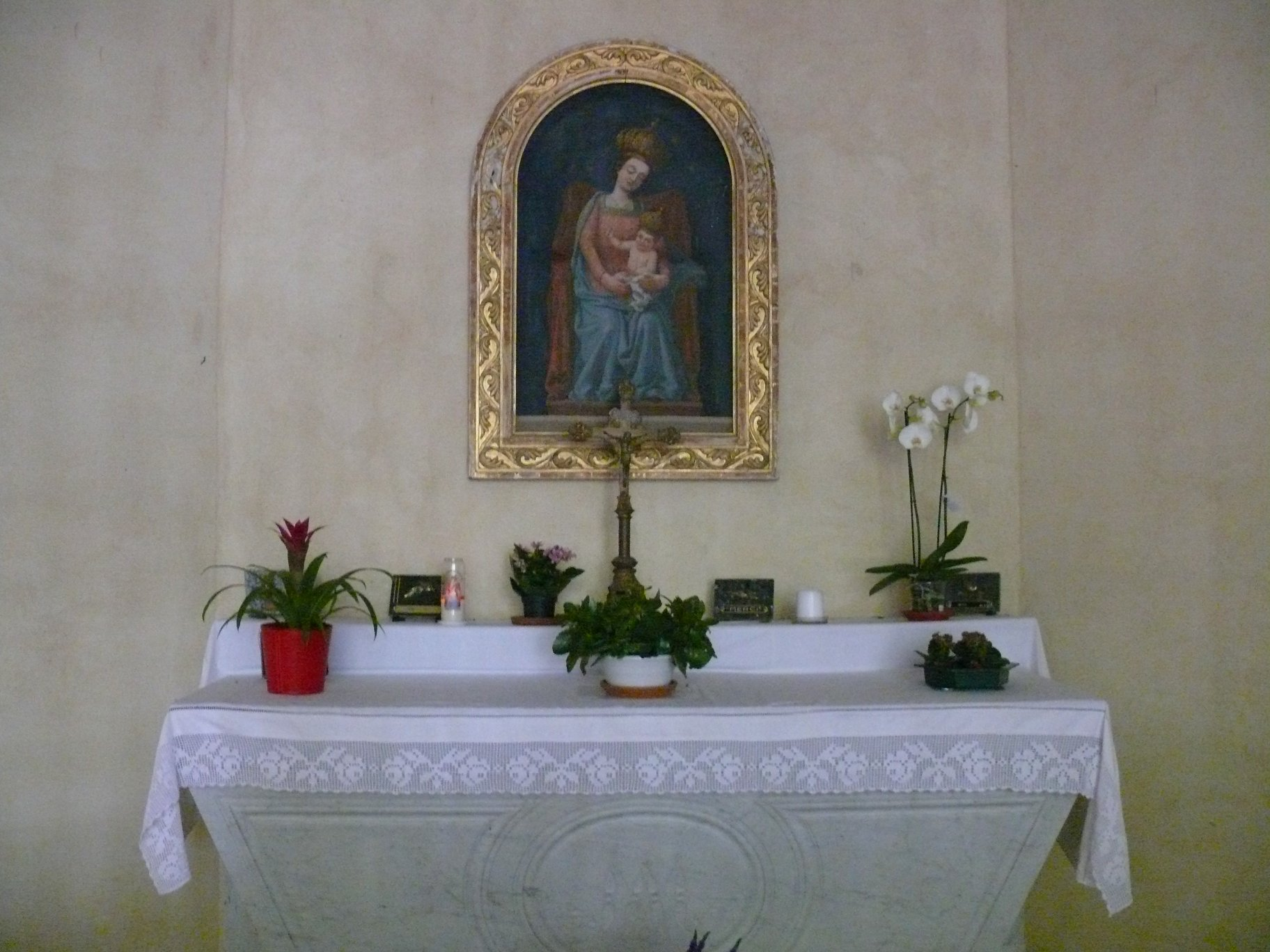
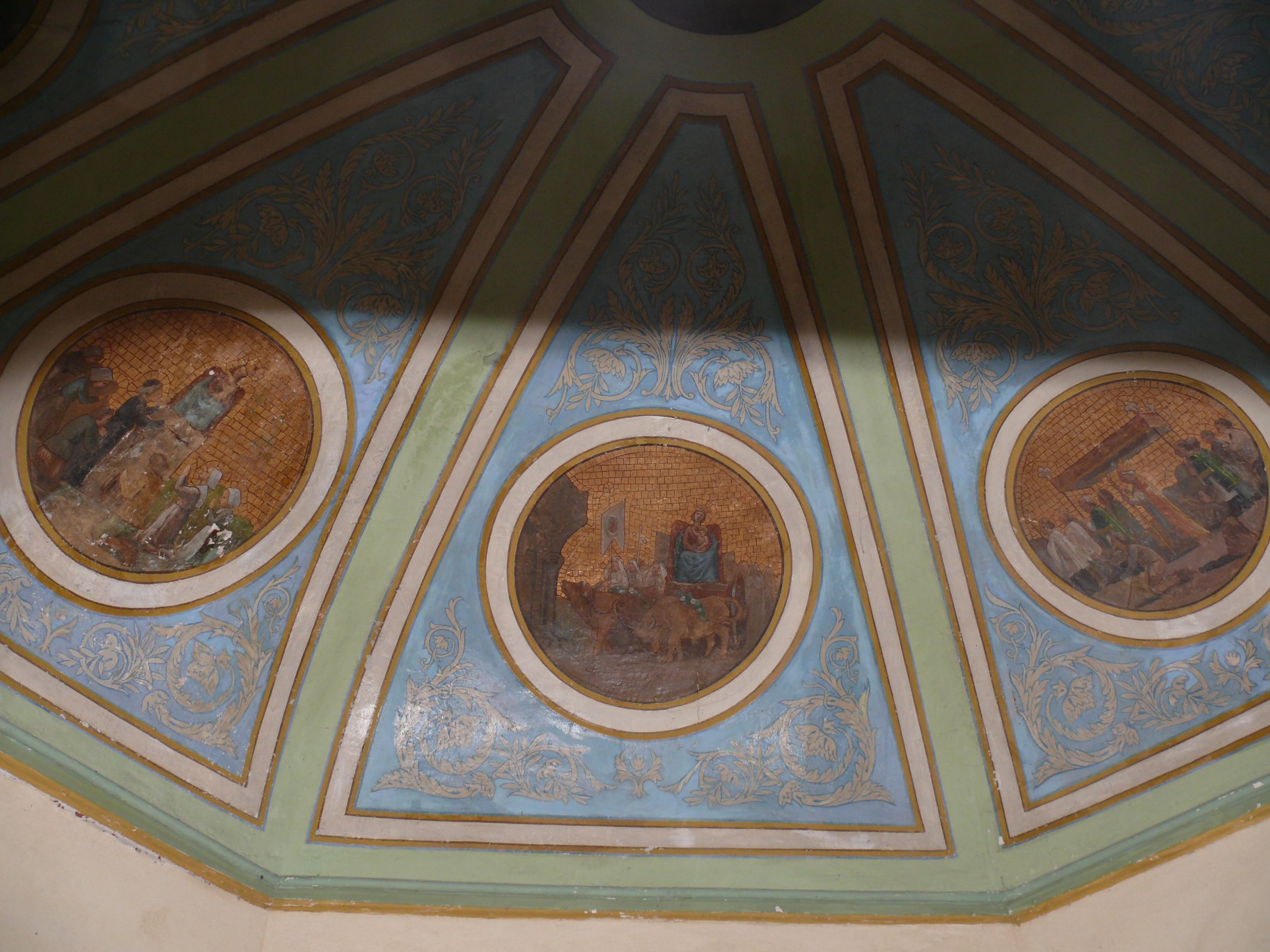
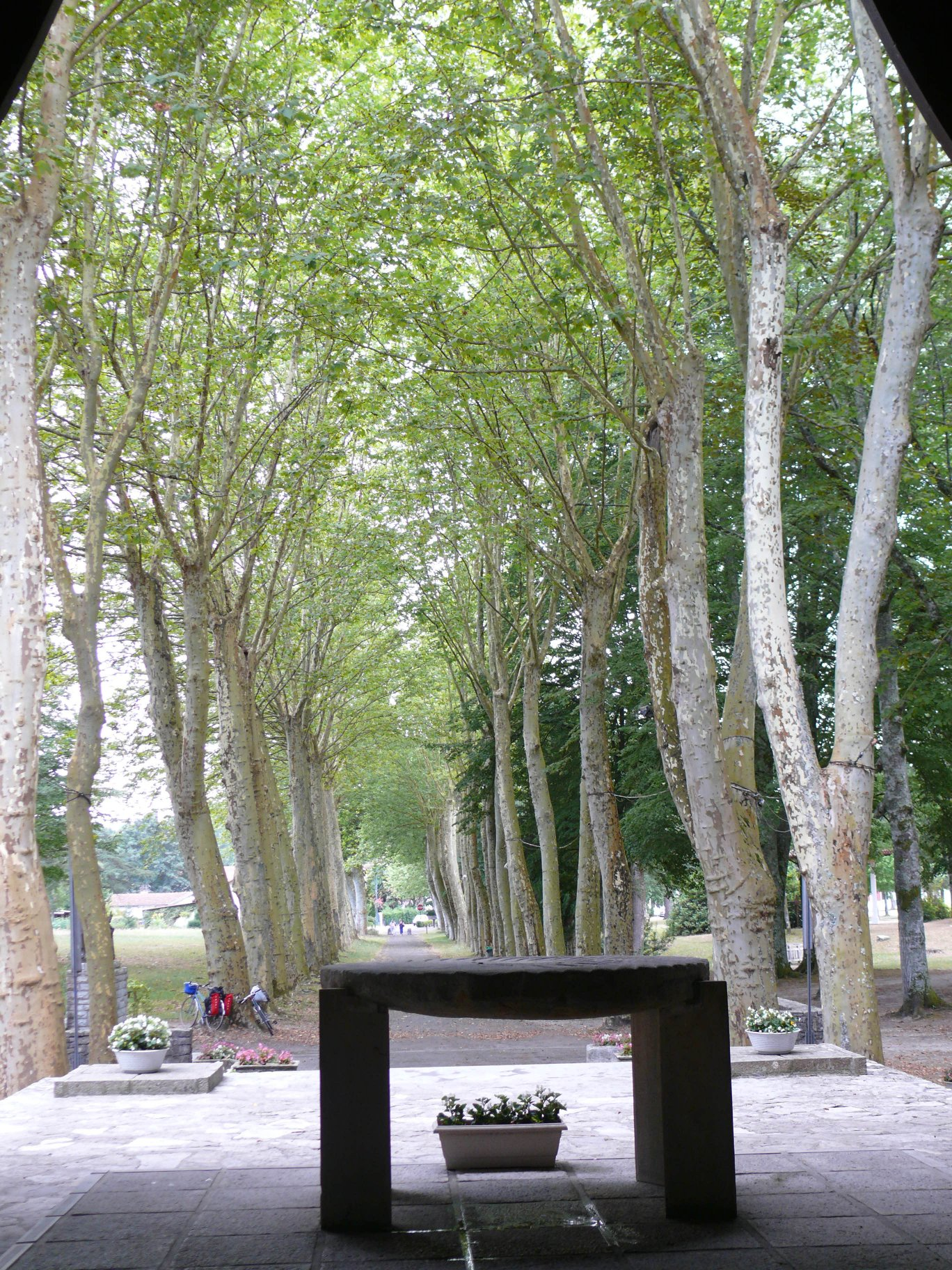
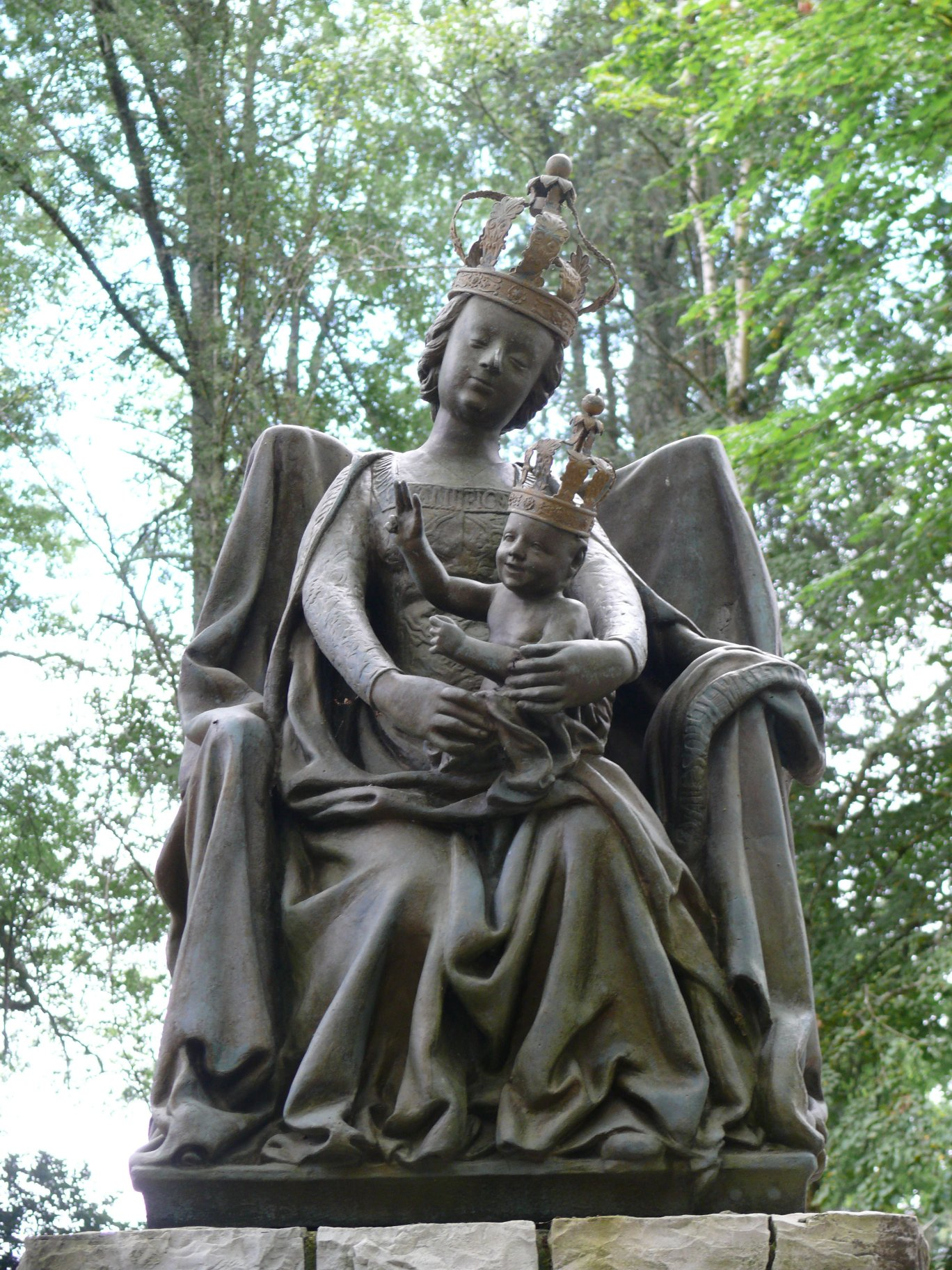
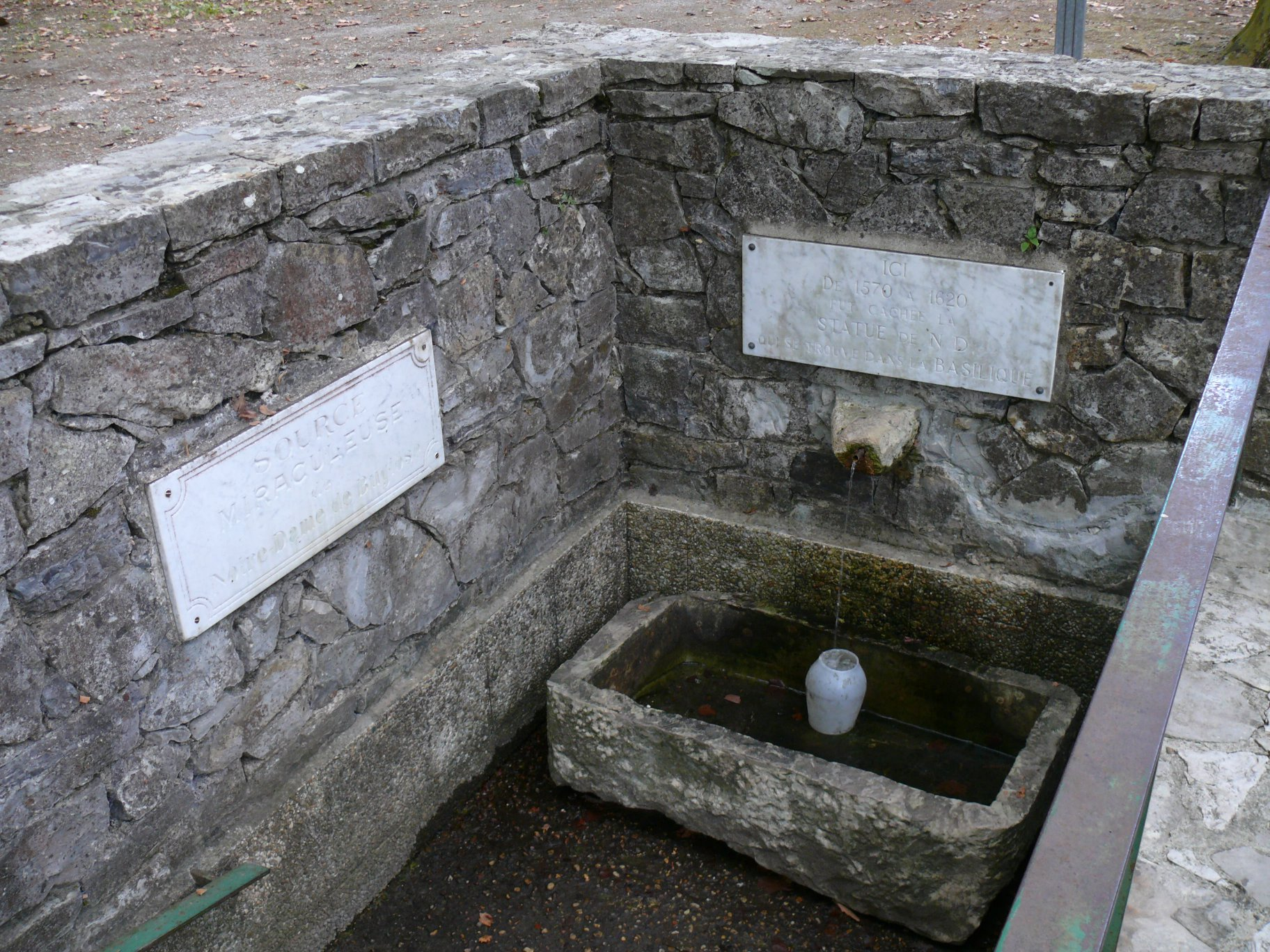